# Menendo I
Menendo I (¿? - Oviedo, 14 de julio de 1189), religioso castellano, arcediano de la iglesia de Oviedo. Fue obispo de Oviedo, teniendo un mandato muy corto de algo más de medio año. Su pontificado duró desde finales de 1188 hasta mediados de 1189 y los datos existentes acerca de él son escasísimos. 
| Predecesor: Rodrigo I | Obispo de Oviedo 1188 - 1189 | Sucesor: Juan I |